# پیدیلایت
پیدیلایت (انگلیسی: Pidilite Industries) شرکت صنایع شیمیایی هندی است، که در سال ۱۹۵۹ تأسیس شد.